# جوني ستيل (لاعب كرة قدم)
جوني ستيل (بالإنجليزية: Jonny Steele)‏ (7 فبراير 1986 بلارن في المملكة المتحدة - ) هو لاعب كرة قدم أيرلندي شمالي في مركز الوسط. شارك مع منتخب أيرلندا الشمالية تحت 16 سنة لكرة القدم ومنتخب أيرلندا الشمالية تحت 17 سنة لكرة القدم ومنتخب أيرلندا الشمالية تحت 19 سنة لكرة القدم ومنتخب أيرلندا الشمالية لكرة القدم. أما مع النوادي، فقد لعب مع ريال سالت ليك ونيوكاسل يونايتد جتس ونيويورك ريد بولز ووولفرهامبتون واندررز ونادي شمال كارولاينا وTampa Bay Rowdies ‏ وPuerto Rico Islanders ‏ وRochester Rhinos ‏ وفانكوفر وايتكابس (نادي كرة قدم) وBaltimore Blast ‏ وأوتاوا فيوري وKansas City Attack ‏ وSyracuse Salty Dogs ‏ وUtica City FC ‏ وفيلادلفيا كيكس ‏ ونادي بيليمينا يونايتد وMinnesota United FC (2010–2016) ‏.

## معرض صور

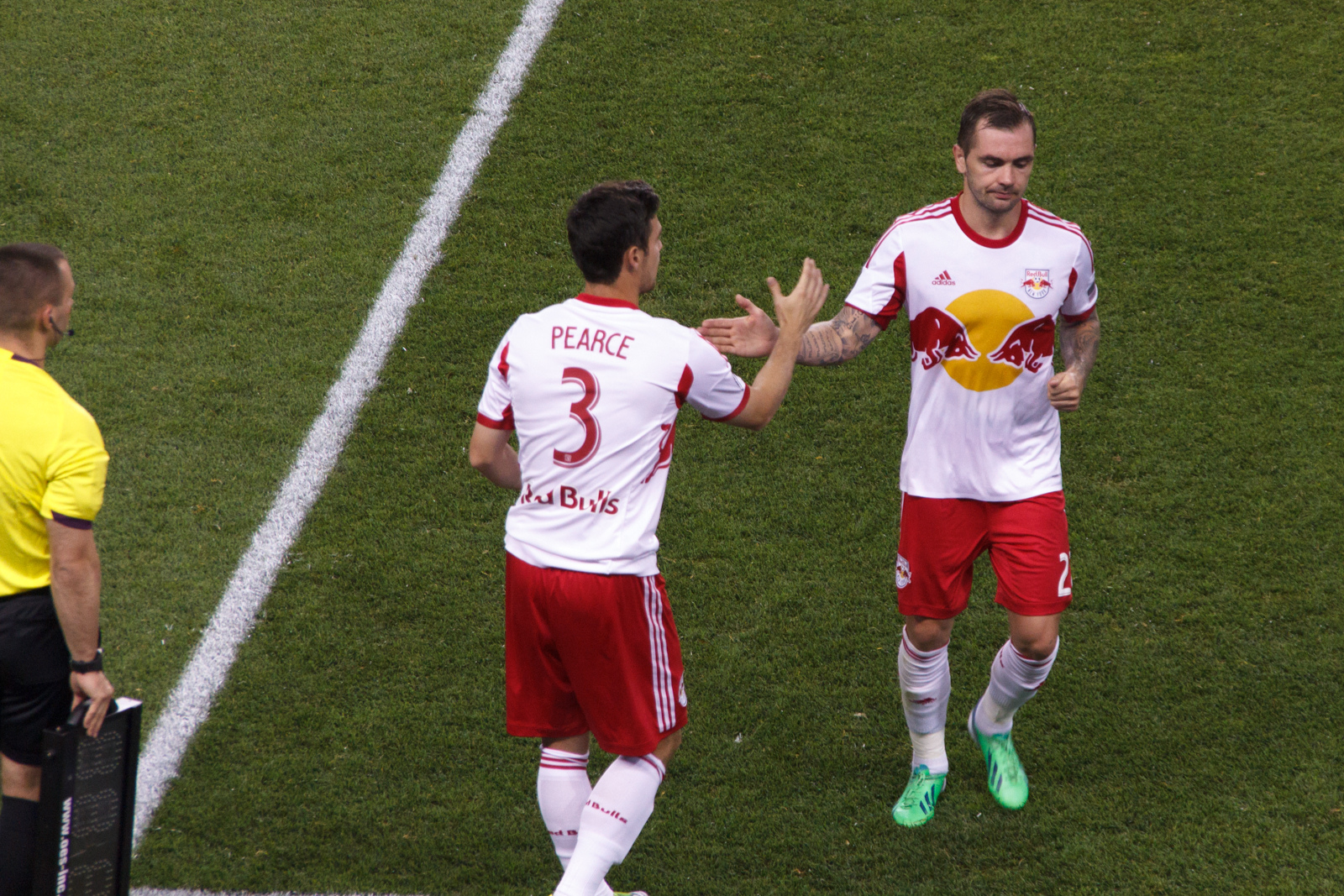
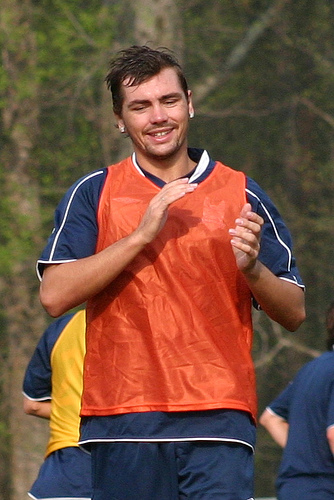
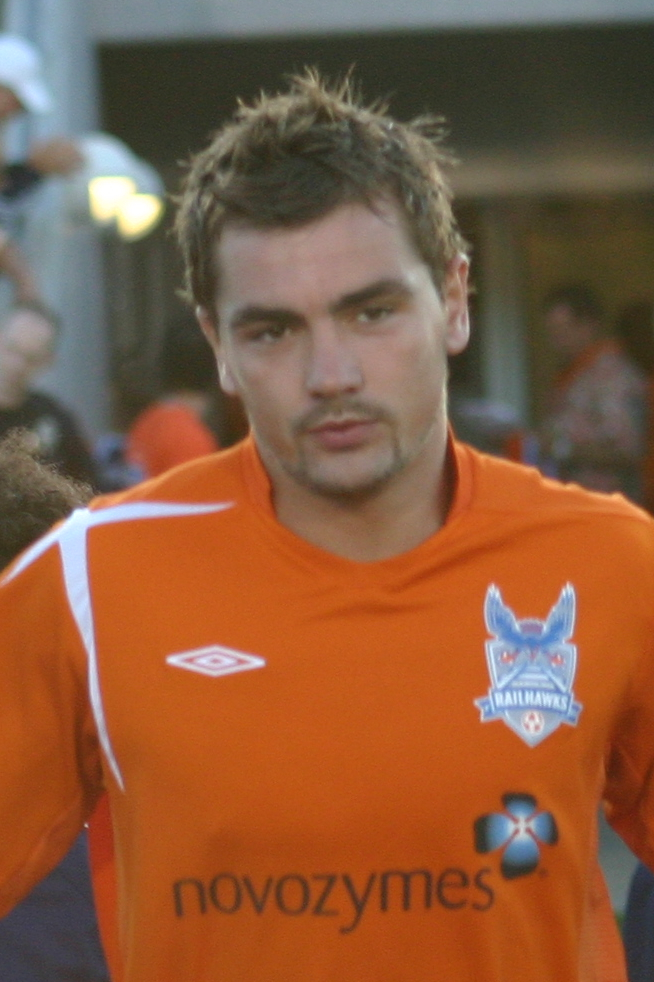

## وصلات خارجية
- جوني ستيل على موقع الدوري الأمريكي (الإنجليزية)
- جوني ستيل على موقع قاعدة بيانات كرة القدم.إي يو (الإنجليزية)
- جوني ستيل على موقع ناشيونال فوتبول تيمز (الإنجليزية)
- جوني ستيل على موقع Soccerway.com (الإنجليزية)